# Молина Гомес, Хосе Доминго
Хосе́ Доми́нго Моли́на Го́мес (исп. José Domingo Molina Gómez; 26 сентября 1896, Сан-Фернандо-дель-Валье-де-Катамарка, Аргентина — 1969, Буэнос-Айрес) — аргентинский военный и государственный деятель, который в 1955 году, в течение трёх дней с 21 по 23 сентября временно исполнял обязанности президента Аргентины после революции, которая свергла Перона.

## Биография
В 1917 г. окончил Национальное военное училище. затем — Высшую Военную Школу (Escuela Superior de Guerra).
Являлся заместителем начальника федеральной полиции Аргентины. С 1945 по 1947 гг. в звании бригадного генерала занимал пост генерального директора Национальной жандармерии Аргентины.
В 1947 г. был повышен до звания генерал-майора. В том же году он был назначен генеральным директором интендантской службы аргентинской армии. В 1949 г. был вновь назначен генеральным директором Национальной жандармерии Аргентины, на этой должности находился до 1952 г., когда был назначен начальником военного гарнизона Буэнос-Айреса.
В 1953 г. был повышен до генерал-лейтенанта и в ноябре того же года назначен командующим Сухопутными войсками Аргентины после внезапной смерти генерал-лейтенанта Альфредо Андреса Авалоса.
После государственного переворота 19 сентября 1955 г. взял на себя функции главы государства, которые через два дня передал генералу Эдуардо Лонарди. В октябре 1955 г. был арестован правительством Лонарди, но позже был освобожден.